# Spanien i olympiska sommarspelen 1900
Spanien deltog med åtta deltagare vid de olympiska sommarspelen 1900 i Paris. Totalt vann de en medalj och slutade på fjortonde plats i medaljligan. Detta var första gången som Spanien deltog i de olympiska spelen.

## Medaljer

### Guld
- José de Amézola y Aspizúa och Francisco Villota - Pelota